# Clean Urban Transport for Europe
Clean Urban Transport for Europe (CUTE, затем HyFLEET:CUTE) — программа развития экологически чистого городского транспорта (автобусов) на водородных топливных элементах на территории Европейского союза. Программа CUTE стартовала 23 ноября 2001 года, а завершилась 22 мая 2006 года. 
Цель программы: испытания водородного транспорта, испытания заправочных станций, испытания технологий производства водорода, испытания существующей водородной инфраструктуры, анализ рисков и преимуществ водородных технологий. 

## История
Города Амстердам, Барселона, Гамбург, Лондон, Мадрид, Люксембург, Порту, Стокгольм, Штутгарт и Рейкьявик получили по три автобуса Mercedes-Benz Citaro с силовой установкой на водородных топливных элементах. Позднее по три автобуса запустили Пекин и австралийский Перт. Всего испытывалось 36 автобусов. С 2003 по 2006 годы автобусы проехали более 2 млн км и перевезли 6 млн пассажиров. Города подбирались с различными климатическими условиями. 
После завершения финансирования проекта CUTE было принято решение продолжить эксплуатацию водородных автобусов. Для этого была принята программа HyFLEET:CUTE («Hydrogen for CUTE» — «Водород для CUTE»). Количество автобусов в Гамбурге увеличилось до 9. 
Правительство Австралии приняло решение продлить испытания автобусов на водородных топливных элементах в Перте. Три автобуса испытывались в течение двух лет. За это время автобусы перевезли 200 000 пассажиров и проехали 160 000 км. Правительство Австралии выделило на продолжение испытаний 1,75 млн австралийских долларов.
В конце 2007 года по программе HyFLEET:CUTE эксплуатировалось 47 автобусов в 10 городах. Из них 33 автобуса на водородных топливных элементах Mercedes-Benz Citaro и 14 автобусов MAN с двигателями внутреннего сгорания, работающими на водороде в Берлине.
В проекте принимают участие:
- Автомобилестроительные компании: Daimler, NEOMAN Bus;
- Энергетические компании: Air Liquide, BP Gas Marketing, Norsk Hydro, Shell Hydrogen B.V., Repsol YPF, TOTAL Deutschland GmbH;
- Транспортные компании;
- Правительственные структуры Китая и Австралии.